# Enrique I de Hesse
Enrique I de Hesse, llamado el Niño (en alemán: Heinrich das Kind) (24 de junio de 1244 - 21 de diciembre de 1308) fue el primer Landgrave de Hesse. Era hijo del duque Enrique II de Brabante y Sofía de Turingia.

## Biografía
En 1247, como Enrique Raspe, landgrave de Turingia, murió sin descendencia, el conflicto surgió sobre el futuro de Turingia y Hesse. La sucesión fue disputada entre el sobrino de Enrique Raspe y su sobrina: Sofía era hija de Luis IV de Turingia, hermano de Enrique Raspe y reclamó los territorios en nombre de su hijo Enrique, mientras que Enrique el Ilustre, margrave de Meissen, era el hijo de Jutta de Turingia, hermana de Enrique Raspe. Otro competidor eran los arzobispos de Maguncia, que podrían reclamar que Hesse fue un feudo del arzobispado y ahora, después de la extinción de los Ludovingianos, exigían su regreso a ellos. Sofía, con el apoyo de la nobleza de Hesse, consiguió mantener Hesse contra su primo, que en 1264 aceptó la división de la herencia Ludovingiana: Enrique de Meissen recibió Turingia, mientras que Enrique el hijo de Sofía, heredaría Hesse. Al año siguiente, el Arzobispo Werner II von Eppenstein accedió a este resultado en el Tratado de Langsdorf, aceptando a Enrique como su señor-hombre y Landgrave de Hesse.
En este momento, el landgraviato de Hesse consistía en la región entre Wolfhagen, Zierenberg, Eschwege, Alsfeld, Grünberg, Frankenberg y Biedenkopf. En el mismo año, Enrique adquirió una parte del condado de Gleiberg con Gießen de los condes palatinos de Tubinga. El landgraviato se centró en las ciudades de Kassel, donde Enrique fijó su residencia desde 1277, y Marburgo, donde estaba enterrada su abuela Santa Isabel y donde Enrique construyó el Castillo de Marburgo.
Enrique nuevamente entró en conflicto con su feudal-señor, el Arzobispo, sobre la posesión de Naumburgo. En nombre del Arzobispo, Enrique fue declarado fuera de la ley en 1274 por el rey Rodolfo I de Habsburgo, pero después de que Enrique apoyara a Rodolfo en la guerra contra Otakar II de Bohemia y lo ayudara a conquistar Viena en 1276, Rodolfo reintegró a Enrique. En 1290 Enrique derrotó al arzobispo en la batalla de Fritzlar y en adelante podría mantener su territorio.
Aunque Enrique nunca renunció a su reclamación a Brabante, apoyó a su sobrino Juan I de Brabante contra Güeldres y Luxemburgo en la Guerra de sucesión de Limburgo.
El 12 de mayo de 1292, Enrique fue nombrado Reichsfürst (príncipe del reino) por el rey Adolfo de Nassau, liberando a Hesse de la supremacía del Arzobispado de Maguncia. Enrique fue galardonado con Eschwege y Boyneburg (con Sontra), fortaleciendo su posición en Hesse. Por hábil diplomacia obtuvo las ciudades de Sooden-Allendorf, Kaufungen, Witzenhausen, Immenhausen, Grebenstein, Wanfried, Staufenberg, Trendelburg y Reinhardswald.

## Matrimonio y herencia
El 10 de septiembre de 1263 Enrique se había casado con Adelaida de Brunswick († 12 de junio de 1274 en Marburgo), hija del duque Otón I de Brunswick-Luneburgo, con quien tuvo cuatro hijas y los hijos Enrique (el Joven) y Otón. Tras la muerte de Adelaida, Enrique se había casado en 1275 con Matilde, hija del conde Teodorico VI de Cléveris, con quien tuvo otras cuatro hijas y los hijos Juan y Luis.
En 1292 el conflicto interno surgió en la cuestión del sucesor de Enrique. Matilde de Cleves exigió que sus hijos recibieran una parte de la herencia, mientras que Enrique y Otón, hijos de Enrique con su primera esposa, insistieron en excluir a su hermanastros de la herencia. Esto condujo a la guerra civil que duró el resto de la vida de Enrique.
Enrique murió en Marburgo durante el conflicto, y fue enterrado allí en la Iglesia de Santa Isabel, que se convirtió en la tumba de los sucesivos landgraves durante varios siglos más. Después de su muerte, la herencia se divide entre Otón, quien recibió Alto Hesse (Oberhessen) alrededor de Marburgo, y Juan, que recibió Baja Hesse (Niederhessen), en torno a Kassel. Luis el hermano menor de Juan había entrado en el clero y se convirtió en obispo de Münster en 1310.

## Descendencia
De su primer matrimonio (en 1263) con Adelaida, hija de Otón I de Brunswick-Luneburgo.
1. Sofía (1264-después del 12 de agosto de 1331), casada en 1276 con el conde Otón I de Waldeck.
2. Enrique el Joven de Hesse (1265 - 23 de agosto de 1298).
3. Matilde (1267-después de 1332), casada con:
  1. 1283 conde Godofredo de Ziegenhain;
  2. después del 11 de octubre de 1309 con Felipe III de Falkenstein-Münzenberg.
4. Adelaida (1268-7 de diciembre de 1315), casada en 1284 con el conde Bertoldo VII de Henneberg-Schleusingen.
5. Isabel (1269/70 - 19 de febrero de 1293), se casó ca. 1287 con el conde Juan de Sayn.
6. un hijo sin nombre (ca. 1270-ca. 1274).
7. Otón (c. 1272 - 17 de enero de 1328).

De su segundo matrimonio en 1276 con Matilde de Cléveris,
1. Juan de Hesse (muerto en 1311, Kassel).
2. Isabel (ca. 1276-después del 6 de julio de 1306), casada con
  1. 1290 el duque Guillermo I de Brunswick-Luneburgo;
  2. 1294 Gerardo de Eppstein.
3. Inés (ca. 1277-1335), casada con Burgrave Juan I de Núremberg.
4. Luis (1282/83-18 08 1357), obispo de Münster en 1310/57.
5. Isabel (d. después de 30 de octubre de 1308), se casó en 1299 con el conde Alberto II de Gorizia.
6. Catalina (d. 1322), se casó con el conde Otón IV de Orlamünde.
7. Jutta († 13 de octubre de 1317), casada en 1311 con el duque Otón de Brunswick-Gotinga.

## Literatura
- Heinrich, 33) H. I., das Kind. In: Meyers Konversations-Lexikon. 4. Auflage. Band 8, Bibliographisches Institut, Leipzig 1885–1892, S. 322.
- Walter Heinemeyer: Heinrich I., Landgraf von Hessen. In: Neue Deutsche Biographie (NDB). Band 8, Duncker & Humblot, Berlin 1969, ISBN 3-428-00189-3, S. 355 f. (Digitalizada).
- Arthur Wyß: Heinrich I., Landgraf von Hessen. In: Allgemeine Deutsche Biographie (ADB). Band 11, Duncker & Humblot, Leipzig 1880, S. 516–519.